# Alonso Ortiz de Ibarra
Alonso Ortiz de Ibarra y Vázquez de Mendoza (Madrid, ca. 1605–?) fou un militar castellà.
Nascut vers 1605 a la parròquia de San Martín de Madrid, on els seus pares hi tenien la casa familiar. Fill de Sebastián Ortiz de Ibarra, biscaí d'origen i criat del rei, i de la madrilenya Inés Vázquez de Mendoza.
Portà a terme carrera militar, segons José Antonio Álvarez serví en els estats de Flandes amb el grau de capità de cavalleria cuirassada. Pels seus molts mèrits al camp de batalla, el rei Felip IV de Castella li atorgà l'hàbit de l'Orde de Sant Jaume amb un decret el 26 de juliol de 1639, prèviament aprovat pel Consell de les Ordes, i finalment amb títol el 2 de juliol de 1640.
De la relació de serveis del seu expedient militar de 1683, esmenta que també fou cavallerís de l'arxiduc Leopold Guillem d'Àustria, mestre de camp i governador d'alguna localitat.
Es desconeix quina és la data de la seva mort.